# Ragnarok

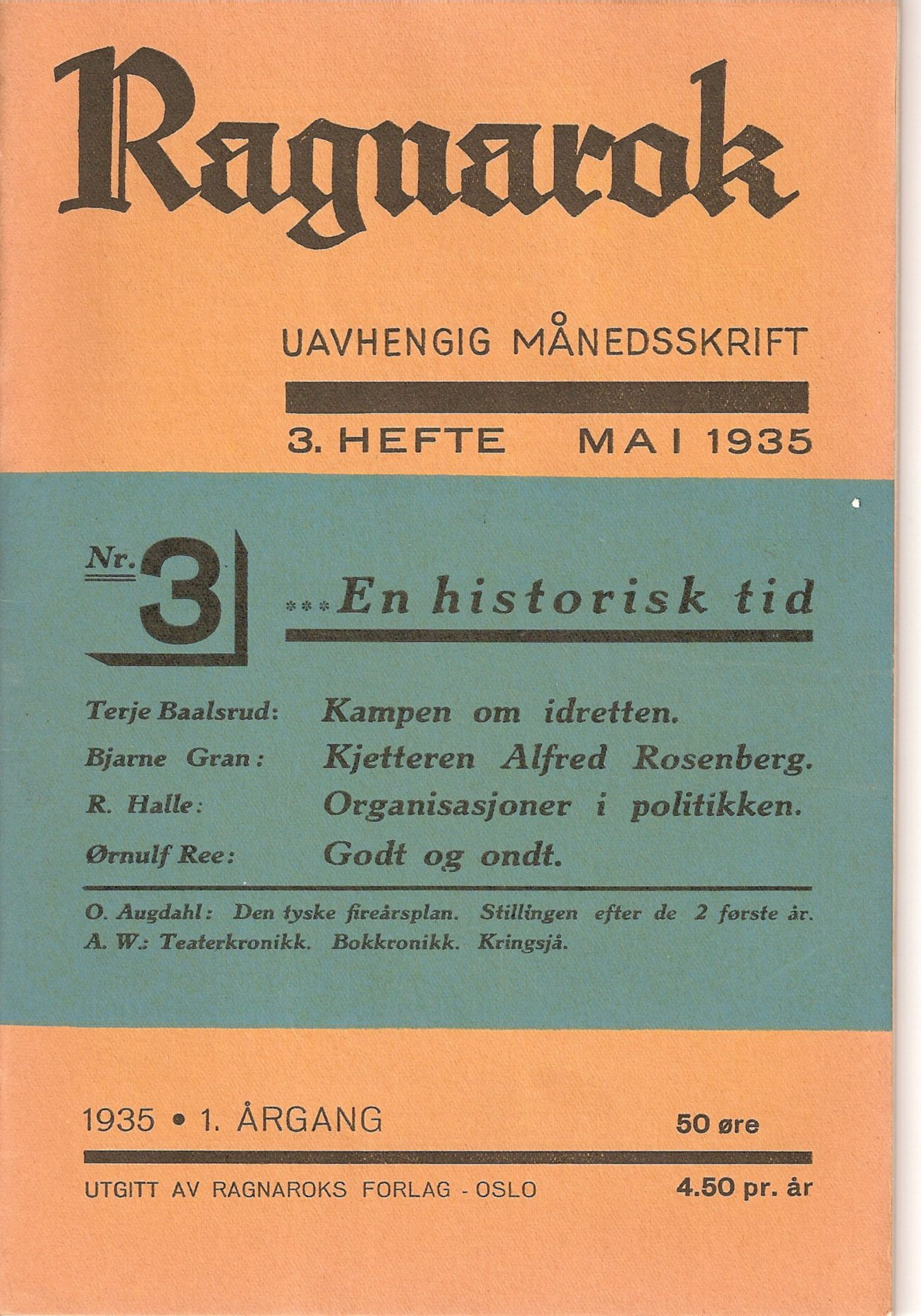
Framsidan på Ragnarok, maj 1935

Ragnarok var en norsk, nazistisk månadstidskrift som kom ut 1934—1945. Ragnarok fick tidigt en upplaga på omkring 3 000 exemplar.
Utgivare och i praktiken också redaktör var Hans S. Jacobsen och tidskriften blev ett organ för den Quisling-kritiska oppositionen inom norsk nazism före och under andra världskriget. Tidskriften hade politiska artiklar som tog upp olika ideologiska och kulturella frågor. Bland bidragsgivarna och medlemmar i kretsen runt tidskriften fanns det i samtiden kända nazistiska personer som Albert Wiesener, Johan Bernhard Hjort, Walter Fürst, Otto Sverdrup Engelschiøn, Per Imerslund, Geirr Tveitt och Stein Barth-Heyerdahl.
De olika medlemmarna i kretsen runt Ragnarok betonade olika element i sin kritik av Quisling och Nasjonal Samling. Under den tyska ockupationen av Norge under andra världskriget gjorde de också olika val. Man kan ändå säga att Ragnarok var centrum för oppositionen mot Nasjonal samling på nazistisk grund.